# Wagga Wagga
Wagga Wagga is een stadje in de Australische deelstaat New South Wales, halverwege tussen Sydney en Melbourne. Met 44.272 inwoners (2001) is het de grootste stad in het binnenland van de deelstaat.

## Geschiedenis
De naam zou afkomstig zijn van de oorspronkelijke bevolking. 'Wagga Wagga' was het meervoud van 'Wagga' dat kraai betekent. Met Wagga Wagga zou zijn bedoeld: een plaats met veel kraaien. De nederzetting Wagga Wagga werd in de jaren 1830 gevestigd door Europese kolonisten bij een doorwaadbare plaats aan de Murrumbidgee-rivier. In 1870 werd Wagga Wagga erkend als gemeente en in 1946 als stad. In 1982 werd het samengevoegd met de naastgelegen shires Kyeamba en Mitchell om de City of Wagga Wagga te vormen, een Local Government Area dat een gebied van 4.886 km2 omvat.

## Bedrijvigheid
In de buitenwijk Kapooka is een legerbasis, en in de buitenwijk Forest Hill is een luchtmachtbasis en een civiel vliegveld. De stad ligt aan de spoorweg van Sydney naar Melbourne.
In Australië is de stad vooral bekend als "broedplaats" van veel succesvolle sporters, zoals atleet Brad Kahlefeldt, tennisser Tony Roche en golfer Steve Elkington.

## Geboren
- Louise Pleming (1967), tennisspeelster
- Adam Commens (1976), hockeyer
- Patrick Dwyer (1977), sprinter

## Wagga Wagga in populaire cultuur
- De fictieve televisiepresentatrice Dame Edna Everage komt uit Wagga Wagga.

## Stedenbanden
- Kunming (China)
- Leavenworth (Verenigde Staten)
- Nördlingen (Duitsland)